# Centro Conservazione Wildlife
Il Centro Conservazione Wildlife (Alaska Wildlife Conservation Center in inglese) è uno zoo istituito nei pressi della città di Anchorage, in Alaska, fondato nel 1993; copre un'area di 280 ettari ed ha lo scopo di curare e proteggere la fauna locale.

## Descrizione
Il "Centro Conservazione Wildlife" è un'organizzazione no profit dedicata alla conservazione, alla ricerca, all'educazione e alla cura degli animali della fauna selvatica dell'Alaska (è un santuario della fauna selvatica orfana o ferita). Il centro ha disponibili 280 ettari di superficie e si trova al capo del braccio di mare Turnagain (Turnagain Arm) e all'ingresso della Valle di Portage (Portage Valley). L'indirizzo è: Milepost 79 della Seward Highway, a circa 18 km a sud est di Girdwood e a 77 chilometri dalla città di Anchorage. Il centro offre programmi educativi e tour in formati autoguidati, drive-through o walk-through.
Questo centro di conservazione della fauna selvatica è aperto 7 giorni su 7, dalle 8:30 alle 19:00, dal 1 ° maggio al 30 settembre.

## Storia
Il centro è stato fondato nel 1993 originariamente come "Big Game Alaska" e si presentava con un modesto branco di bisonti e alci. In seguito si è trasformato nell'attuale "Alaska Wildlife Conservation Center" (AWCC) con lo status di no profit nel 2004.

## Gli animali
La maggior parte degli animali è curata in grandi habitat naturali, compresi recinti progettati per l'esposizione di più specie. Ad esempio, gli orsi bruni vivono in un habitat di 8,5 acri con dolci colline e alberi (conifere), e due orsi neri adulti sono alloggiati in un recinto di 5,7 acri con un ruscello. Gli animali normalmente presenti in questo centro sono:
- ghiottone (wolverine);
- lince (lynx);
- orso bruno (brown bears)
- orso nero (black bears);
- orso grigio (grizzly bear);
- poscospino (porcupines);
- bisonte americano delle foreste (wood bison);
- volpe (foxes);
- lupo della prateria  (coyotes);
- Lupo (wolves);
- alce (moose);
- wapiti (elk);
- Cervo dalla coda nera di Sitka (Odocoileus hemionus sitkensis) (sitka black-tail deer);
- bue muschiato (muskox);
- renna (caribou);
- aquila di mare testabianca (bald eagle);
- gufo della Virginia (great horned owl);
- furetto (ferrets);
- lepre scarpa da neve (snowshoe hare).

## Alcune immagini degli animali del Centro

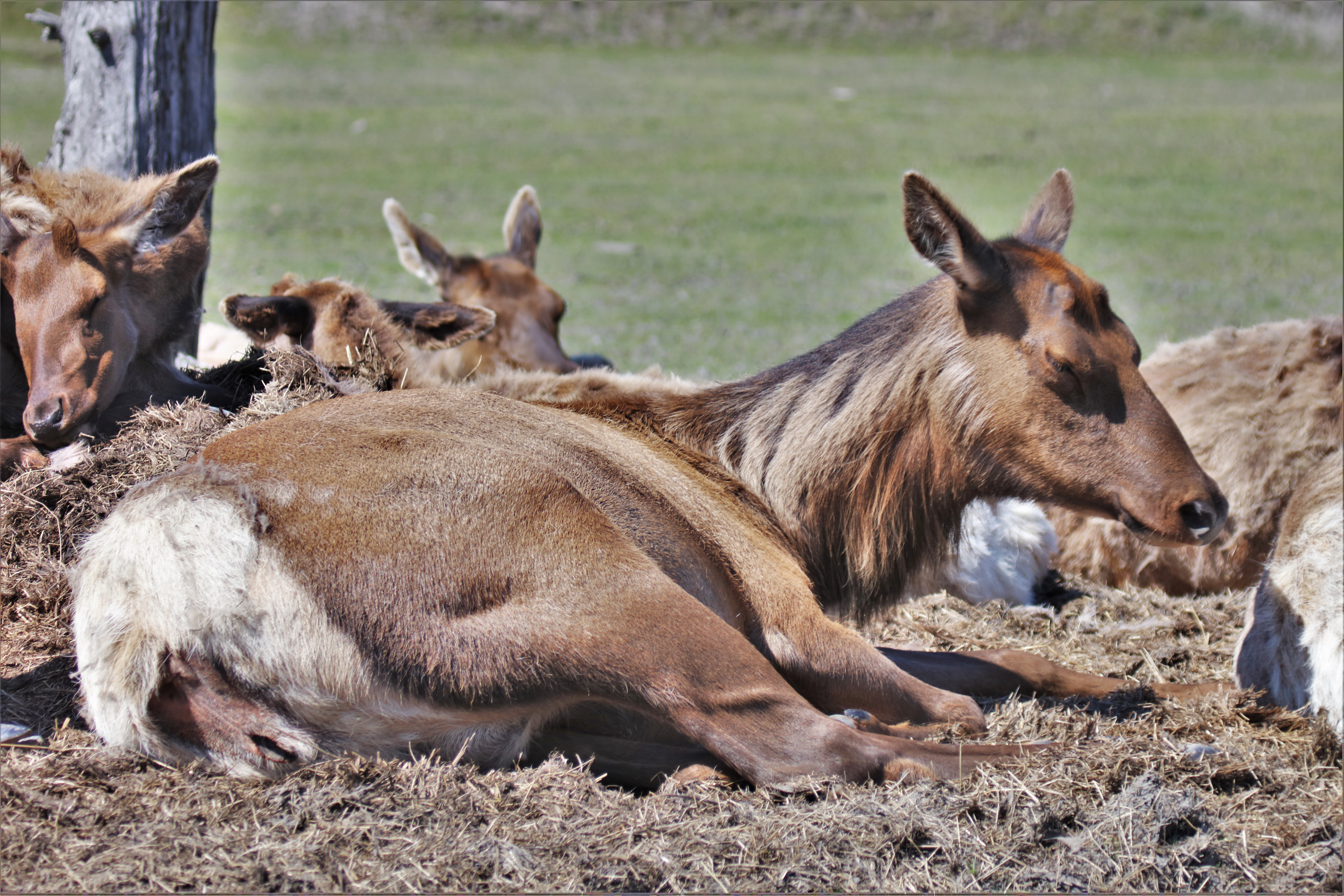
Cervus elaphus canadensis (Cervo canadese - Elk/Wapiti)
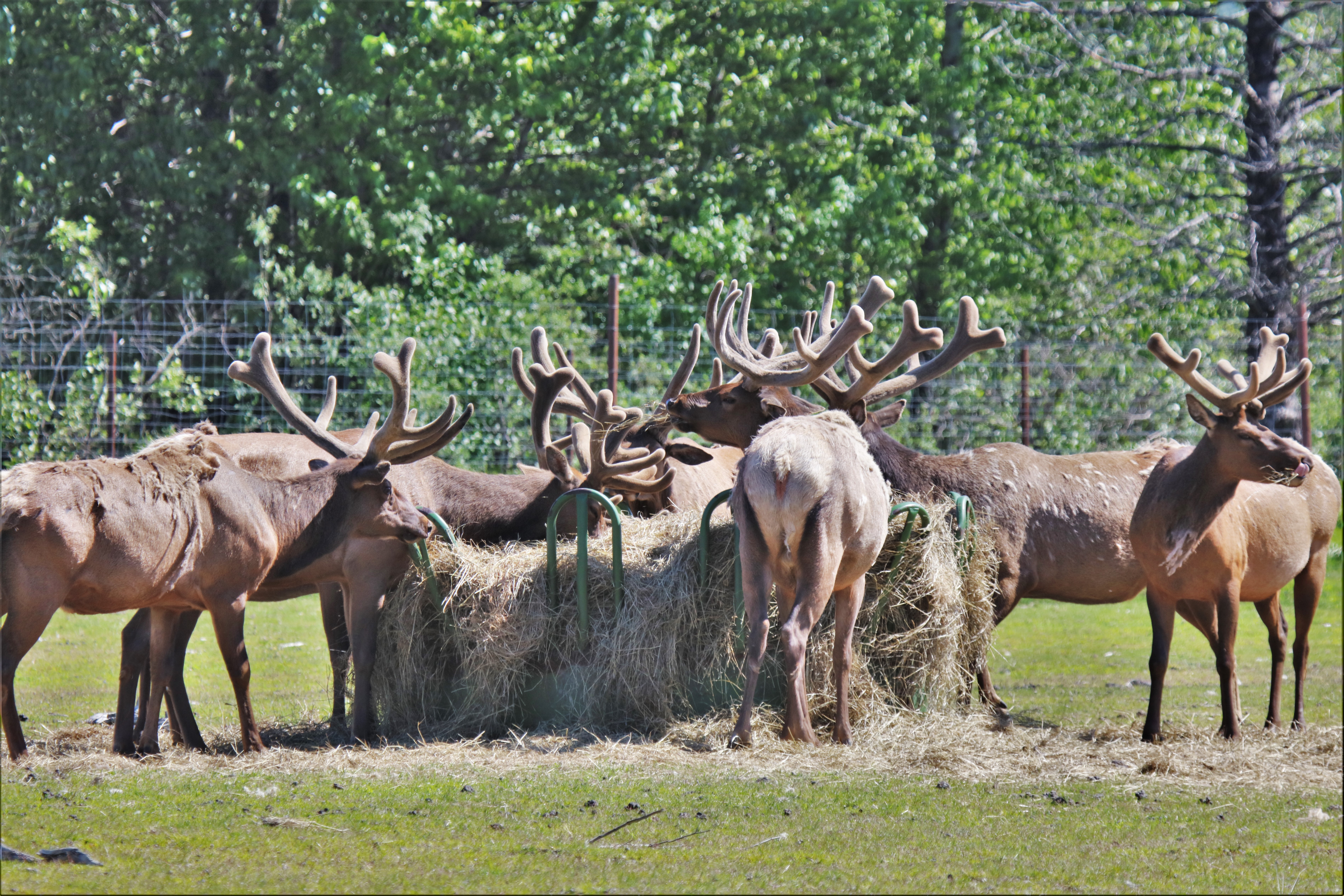
Cervus elaphus canadensis (Cervo canadese - Elk/Wapiti)
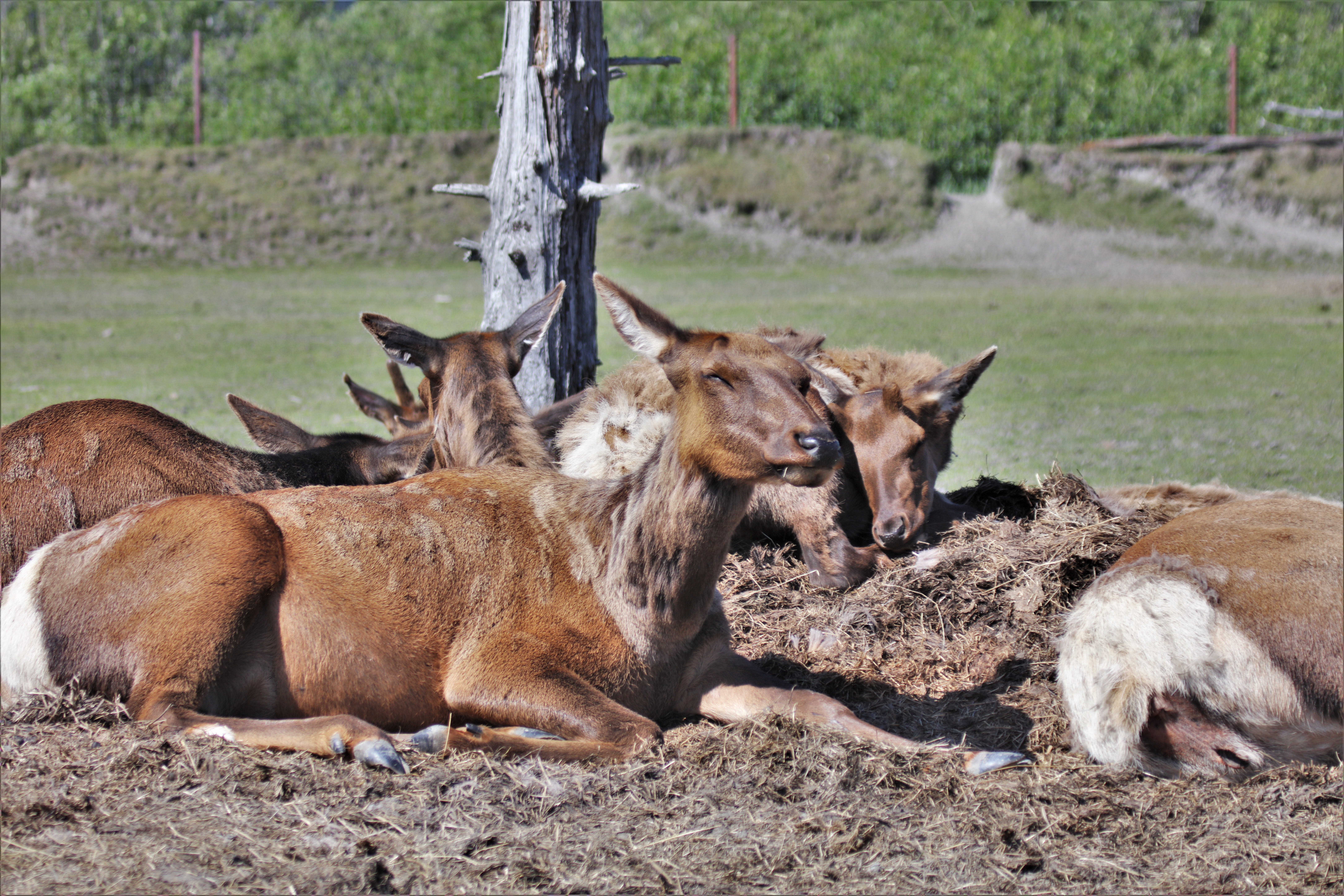
Cervus elaphus canadensis (Cervo canadese - Elk/Wapiti)
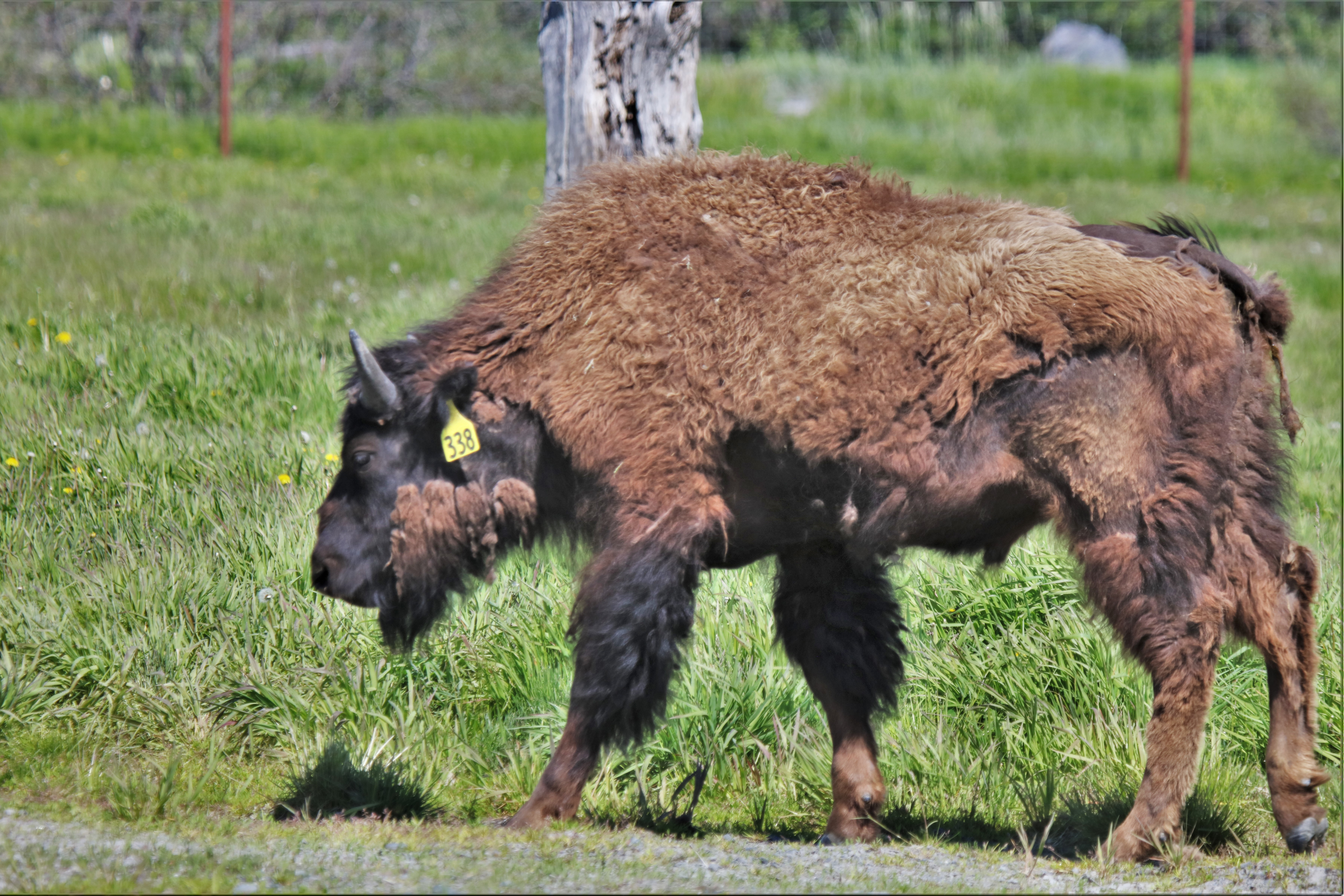
Bison bison athabascae (Bisonte americano delle foreste - Wood bison)
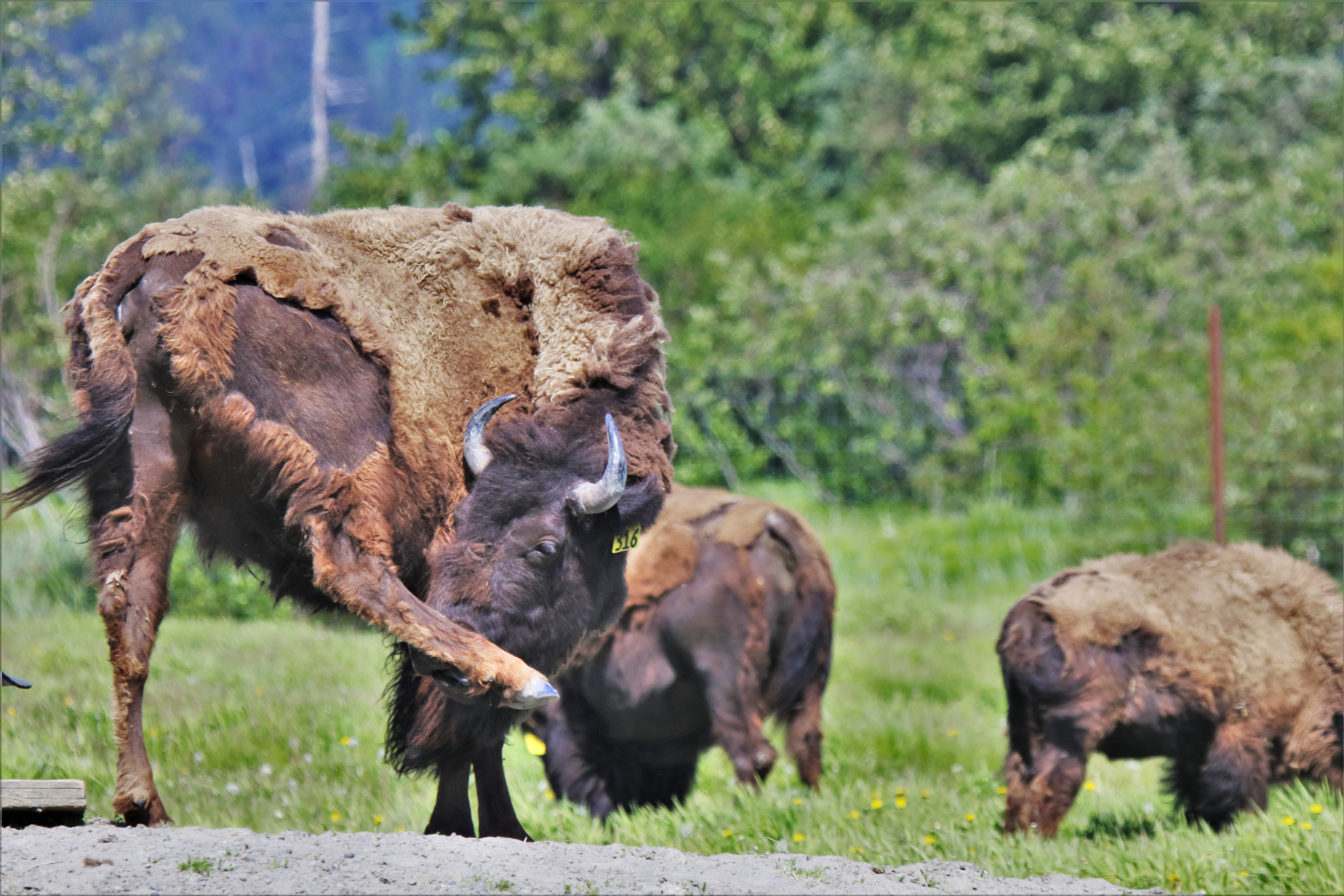
Bison bison athabascae (Bisonte americano delle foreste - Wood bison)
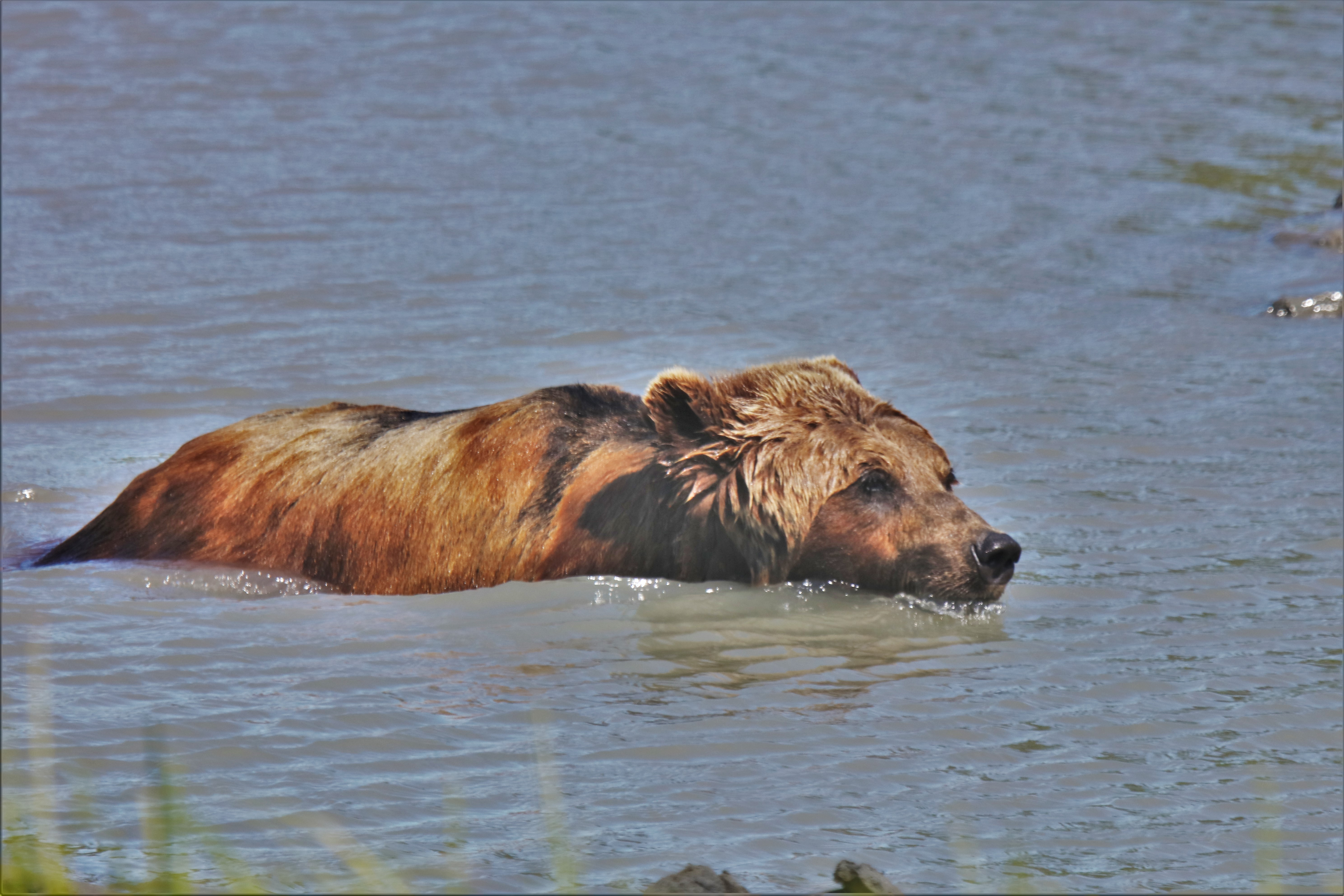
Ursus arctos (Orso bruno - Brown bear)
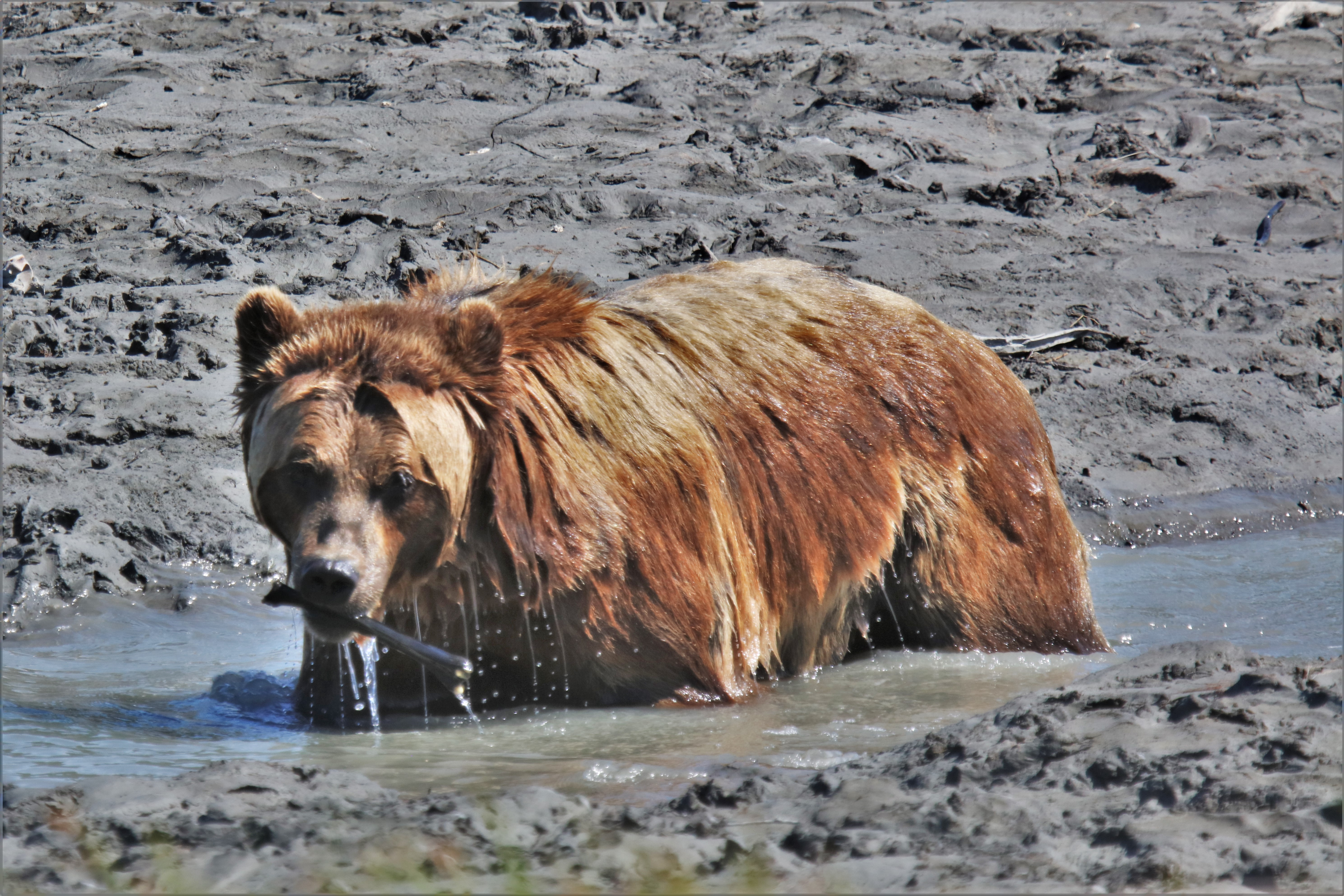
Ursus arctos (Orso bruno - Brown bear)
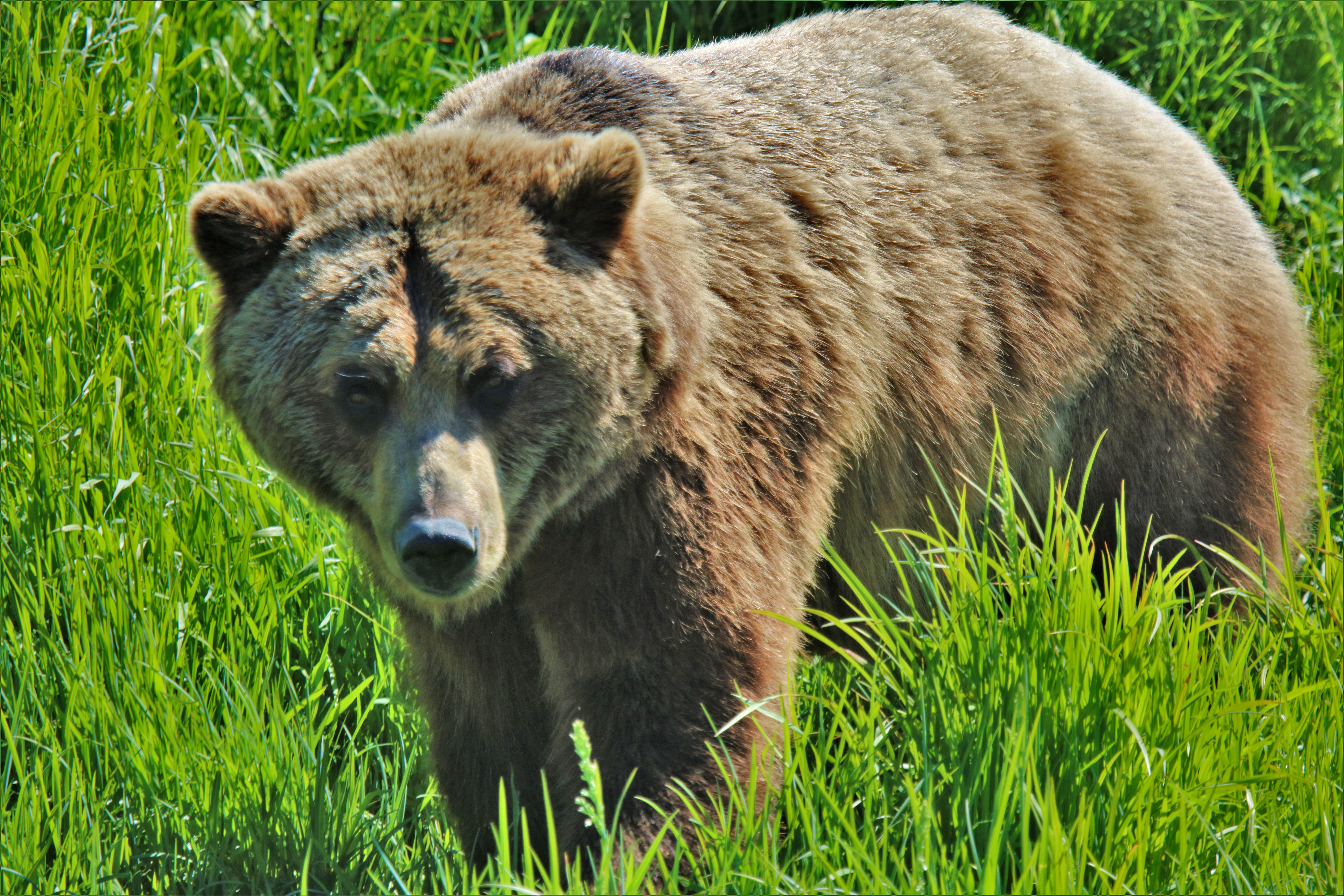
Ursus americanus (Orso nero - American black bear)
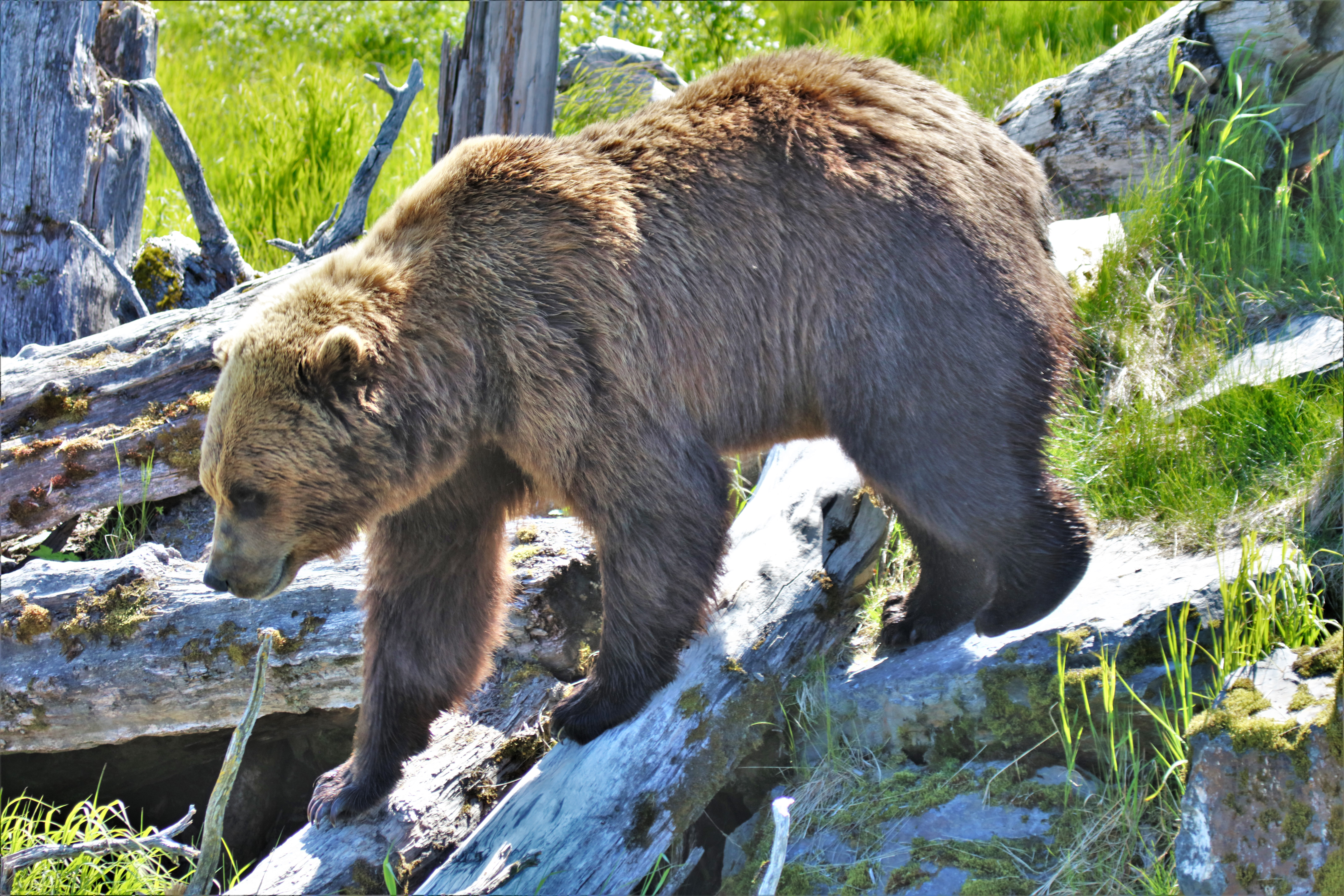
Ursus americanus (Orso nero - American black bear)
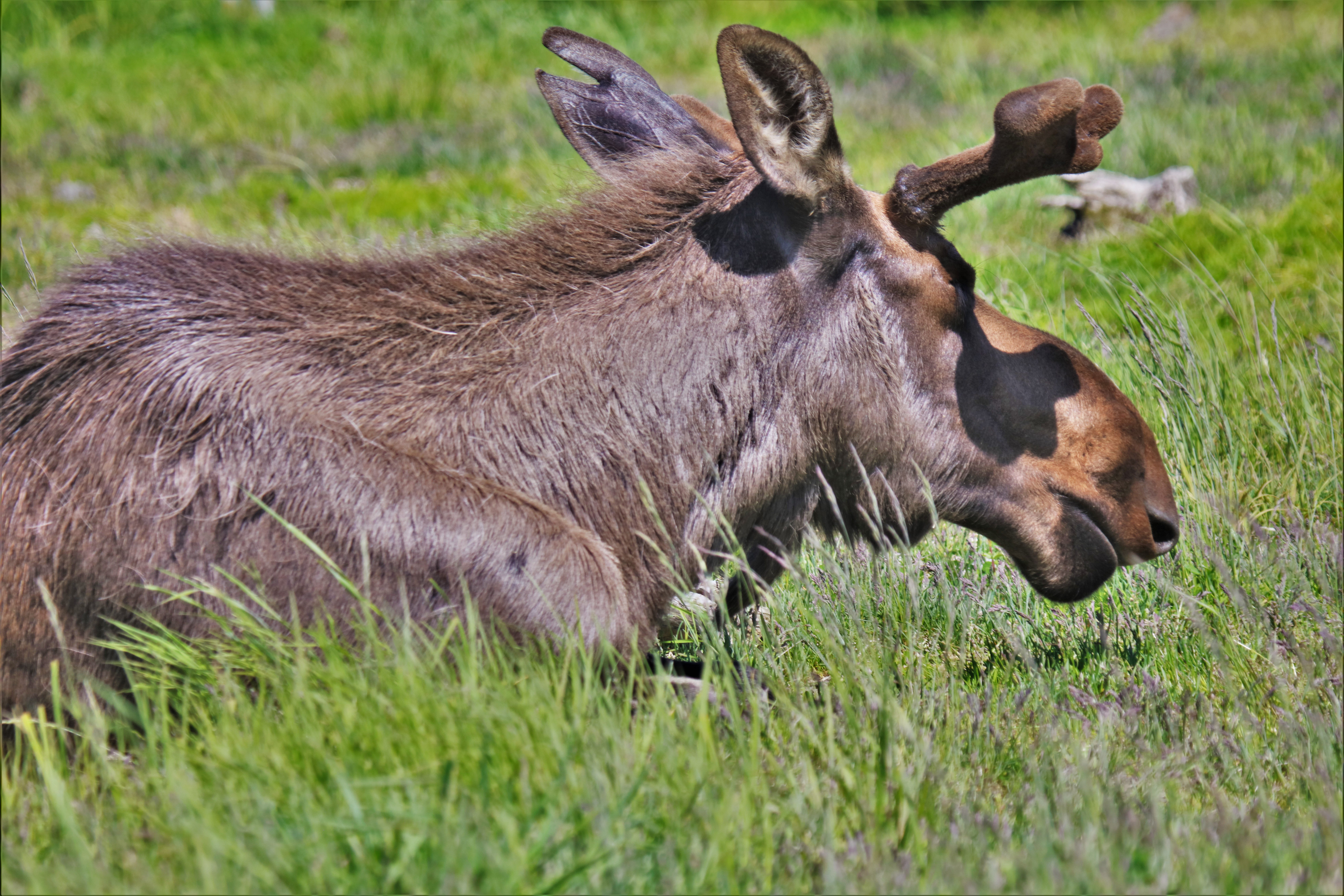
Alces alces (Alce - Moose)